# Coppa della Polinesia 2000
La Coppa della Polinesia 2000 (2000 Polynesia Cup) fu la terza ed ultima edizione della Coppa della Polinesia, competizione calcistica per nazione organizzata dalla OFC. La competizione si svolse nella Polinesia Francese dal 6 giugno al 14 giugno 2000 e vide la partecipazione di cinque squadre: Isole Cook, Samoa, Samoa Americane, Tahiti e Tonga. Il torneo valse anche come qualificazione per la Coppa delle nazioni oceaniane 2000.

## Formula
- Qualificazioni

Nessuna fase di qualificazione. Le squadre sono qualificate direttamente alla fase finale.
- Fase finale

Girone unico - 5 squadre: giocano partite di sola andata. La prima classificata si laurea campione della Polinesia, le prime due classificate si qualificano alla fase finale della Coppa delle nazioni oceaniane 2000.

## Squadre partecipanti
| Pr. | Squadra         | Data di qualificazione certa | Partecipante in quanto                                         | Partecipazioni precedenti al torneo | Ultima presenza |
| --- | --------------- | ---------------------------- | -------------------------------------------------------------- | ----------------------------------- | --------------- |
| 1   | Tahiti          | -                            | Rappresentativa della nazione organizzatrice della fase finale | 2 (1994, 1998)                      | Isole Cook 1998 |
| 2   | Isole Cook      | -                            | Qualificata di diritto                                         | 1 (1998)                            | Isole Cook 1998 |
| 3   | Samoa           | -                            | Qualificata di diritto                                         | 2 (1994, 1998)                      | Isole Cook 1998 |
| 4   | Samoa Americane | -                            | Qualificata di diritto                                         | 2 (1994, 1998)                      | Isole Cook 1998 |
| 5   | Tonga           | -                            | Qualificata di diritto                                         | 2 (1994, 1998)                      | Isole Cook 1998 |

Nella sezione "partecipazioni precedenti al torneo", le date in grassetto indicano che la nazione ha vinto quella edizione del torneo, mentre le date in corsivo indicano la nazione ospitante.

## Fase finale

### Girone unico

#### Classifica
| Pos | Squadra         | P.ti | G | V | N | P | GF | GS | DR  |
| --- | --------------- | ---- | - | - | - | - | -- | -- | --- |
| 1   | Tahiti          | 12   | 4 | 4 | 0 | 0 | 30 | 2  | +28 |
| 2   | Isole Cook      | 9    | 4 | 3 | 0 | 1 | 8  | 5  | +3  |
| 3   | Samoa           | 6    | 4 | 2 | 0 | 2 | 13 | 6  | +7  |
| 4   | Tonga           | 3    | 4 | 1 | 0 | 3 | 4  | 15 | -11 |
| 5   | Samoa Americane | 0    | 4 | 0 | 0 | 4 | 2  | 29 | -27 |

Tahiti e Isole Cook qualificate alla Coppa delle nazioni oceaniane 2000.

#### Risultati
| Papeete 6 giugno 2000 | Tonga | 0 – 4 | Samoa | Stade Punaruu |

| Papeete 6 giugno 2000 | Tahiti | 18 – 0 | Samoa Americane | Stade Punaruu |

| Papeete 8 giugno 2000 | Tahiti | 2 – 1 | Samoa | Stade Punaruu |

| Papeete 8 giugno 2000 | Isole Cook | 2 – 1 | Tonga | Stade Punaruu |

| Papeete 10 giugno 2000 | Tahiti | 8 – 1 | Tonga | Stade Punaruu |

| Papeete 10 giugno 2000 | Isole Cook | 3 – 0 | Samoa Americane | Stade Punaruu |

| Papeete 12 giugno 2000 | Samoa | 6 – 1 | Samoa Americane | Stade Punaruu |

| Papeete 12 giugno 2000 | Tahiti | 2 – 0 | Isole Cook | Stade Punaruu |

| Papeete 14 giugno 2000 | Tonga | 2 – 1 | Samoa Americane | Stade Punaruu |

| Papeete 14 giugno 2000 | Isole Cook | 3 – 2 | Samoa | Stade Punaruu |